# Czarownica (film 2014)

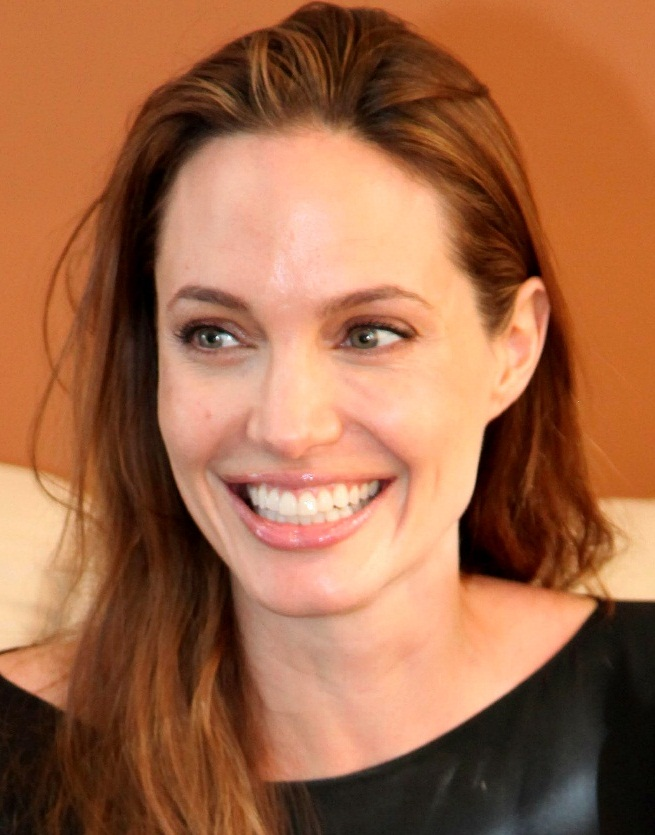
Angelina Jolie (2012)

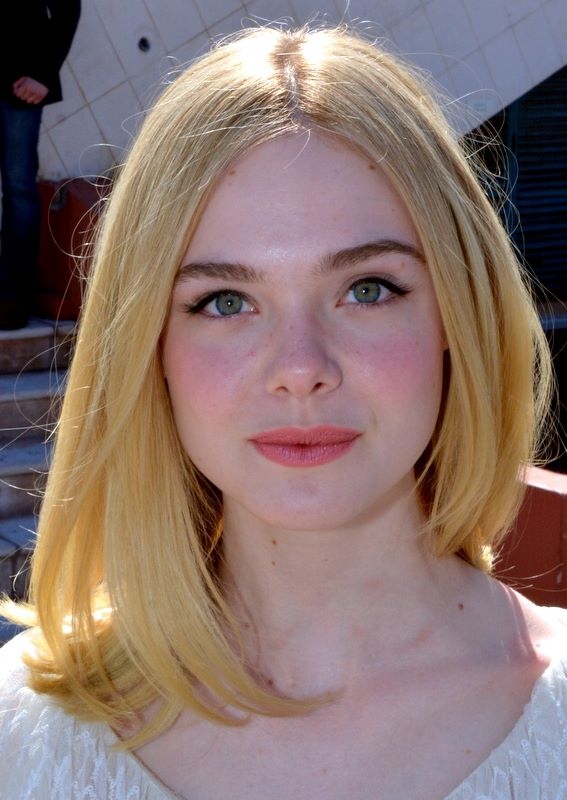
Elle Fanning (2016)

Czarownica (ang. Maleficent) – amerykańska dramatyczna baśń przygodowa z 2014 w reżyserii Roberta Stromberga z Angeliną Jolie w roli tytułowej. Film zainspirowany Diaboliną – postacią znaną z disneyowskiej Śpiącej królewny z 1959. 
W 2019 roku swoją premierę miała druga część filmu – Czarownica 2.

## Fabuła
Stefan pochodził z królestwa starego króla Henryka. Zaprzyjaźnił się, a następnie zakochał się ze wzajemnością w Diabolinie (Furioli), potężnej wróżce i protektorce Kniei, graniczącej z ziemiami, nad którymi chciał kiedyś rządzić. Król Henryk, dążący do podboju Kniei, obiecał swe królestwo i córkę Leah temu, kto przyniesie dowód na zabicie znienawidzonej Diaboliny.
Stefan był tak zdeterminowany by zostać monarchą, że odciął skrzydła swej ukochanej, gdy spała i sprezentował je królowi. Otrzymał za nie królestwo, a Diabolina, nie mogąc latać zaczęła wykorzystywać kruka, Diavala, pod postacią człowieka jako szpiega. Ten doniósł o narodzinach Aurory, córki Stefana. Czarownica, która objęła rządy nad Wrzosowiskami, wprosiła się na uroczystość i rzuciła klątwę na dziecko. W dniu 16. urodzin miała ukłuć się wrzecionem w palec i zapaść w sen, z którego się nie miała wybudzić. Widząc ukorzonego Stefana, złagodziła czar, dodając do niego słowa o złamaniu, tylko za pomocą „pocałunku prawdziwej miłości”. Aurora została ukryta i wychowywana przez trzy wróżki, a wszystkie wrzeciona w królestwie spalono. Stefan wysłał nawet armię na Knieję, którą Czarownica otoczyła żywym, kolczastym murem, przez co jego armię pokonano. Diabolina przez te wszystkie lata obserwowała z bliska dziecko i niekompetencję jej opiekunek. Zbliżyła się do niej emocjonalnie i w 15. urodziny ujawniła się jej, jako Wróżka Chrzestna. Próbowała też odczynić klątwę, lecz poniosła porażkę.
Aurora poznała księcia Filipa, a żeby zapobiec klątwie, Diabolina pozwoliła jej zamieszkać na Wrzosowiskach. Aurora usłyszała jednak od wróżek o swoim ojcu i pogalopowała na koniu do pałacu króla, w dniu swych 16. urodzin. Na miejscu, król Stefan dawno postradał rozum, wpatrując się w skradzione skrzydła i odmawiając widzenia się z żoną Leah. Aurora wypełniła klątwę i zapadła w sen. Czarownica porwała Filipa i przedarła się do zamku, zmuszając księcia do pocałowania dziewczyny. Gdy to nie zadziałało, sama przeprosiła Aurorę i pocałowała ją w czoło, co złamało klątwę. Aurora wybaczyła jej. Gdy miały opuścić zamek, Diabolina została schwytana przez straże króla. Zamieniła swego kruka w smoka i walczyła dopóki księżniczka uwolniła jej skrzydła z gabloty, przez co połączyły się z właścicielką. Osobista walka między czarownicą a królem doprowadziła do zrzucenia Stefana z wieży zamkowej, gdy chciał on zabić swą eks-ukochaną z czasów młodości. Aurora została koronowana na królową obydwu ziem, Kniei i terytoriów swego ojca. Filip towarzyszył jej w tym dniu, a szczęśliwa Diabolina wróciła do roli obrońcy Kniei.

## Obsada
- Angelina Jolie jako Diabolina
  - Ella Purnell i Isobelle Molloy jako młoda Diabolina
- Elle Fanning jako 16-letnia królewna Aurora, córka Stefana i Leili
  - Vivienne Jolie-Pitt i Eleanor Worthington Cox jako młoda królewna Aurora
  - Janet McTeer jako stara Aurora / narratorka
- Sharlto Copley jako król Stefan, ojciec Aurory
  - Michael Higgins jako młody Stefan
- Sam Riley jako Diaval, kruk i sojusznik Maleficent
- Imelda Staunton jako wróżka Flora, różowa wróżka i wychowawczyni Aurory
- Juno Temple jako wróżka Hortensja, zielona wróżka i wychowawczyni Aurory
- Lesley Manville jako wróżka Niezabudka, niebieska wróżka i wychowawczyni Aurory
- Brenton Thwaites jako książę Filip
- Kenneth Cranham jako król Henry, teść i poprzednik króla Stefana
- Hannah New jako królowa Leah, córka Henry’ego i matka Aurory

### Polski dubbing
- Katarzyna Gniewkowska – narrator
- Magdalena Cielecka – Diabolina
- Angelika Kurowska – Aurora
- Bartłomiej Topa – Stefan
- Anna Gajewska – Niezabudka
- Elżbieta Gaertner – Flora
- Barbara Kurdej-Szatan – Hortensja
- Karol Wróblewski – Diaval
- Karol Jankiewicz – książę Filip
- Krzysztof Gosztyła – król Henryk
- Zuzanna Jaźwińska – młoda Diabolina
- Jakub Jóźwik – młody Stefan